# Johnny Kelly
Johnny Kelly, född 9 mars 1968, är en amerikansk trumslagare.
Kelly är trummis i Danzig, A Pale Horse Named Death, Kill Devil Hill och Seventh Void. Tidigare har han varit trummis i Type O Negative.